# Сирок
Сирок або сирковий батончик — спеціально упакований шматочок солодкого або солоного формованого сиркового виробу з групи сиркових продуктів, який виробляють із кисломолочного сиру, виготовленого з пастеризованого молока, з доданням вершків, вершкового масла, наповнювачів, харчових добавок та призначений для безпосереднього вживання в їжу (тобто не напівфабрикат).
Сирні снеки популярні в Україні, Росії, інших республіках колишнього СРСР, країнах Балтії (Естонія, Латвія та Литва), Угорщині (Туро Руді), Польщі, Румунії та Монголії.

## Класифікація
Залежно від покладеного в основу способу розподілу сиркові вироби поділяють на солодкі та солоні, залежно від режимів обробки — на нетермізовані (свіжі) та термізовані (такі, що пройшли перед фасуванням теплову обробку), і тд. Або сирки звичайні, сирки глазуровані, сирки глазуровані з начинкою, сирки глазуровані низької жирності тощо.

## Наповнювачі, допоміжні речовини
Класичними наповнювачами є: цукор, згущене молоко, родзинки, курага, кокосова стружка, ядра горіхів, какао, кава, продукти переробки цикорію, ванілін, кориця, цукати, джеми, сиропи, підварки, харчові кислоти, мед, сіль, та інше. Сучасні технології передбачають збагачення сиркових виробів лактулозою, вітамінами, мінеральними речовинами, поліненасиченими жирними кислотами.

## Технологія виготовлення
Сиру кисломолочному надають однорідної консистенції шляхом перетирання його на вальцях або пропусканням через колоїдний млин для зменшення в'язкості і поліпшення текучості. Масову частку вологи сиру доводять до потрібної у виробництві шляхом допресовування пресами, чи центрифугами та ін. За необхідності нормалізації до сиру кисломолочного додають масло вершкове та вершки пластичні, яких спершу перетворюють на тонку стружку за допомогою подрібнювача або попередньо розрізають на дрібні шматки, а після цього розтоплюють до сметаноподібного стану. Вершки перед використанням пастеризують при температурі 88–92°С, фільтрують та охолоджують до температури не вище за 8°С. Перед введенням у суміш цукор білий, какаопорошок та сіль просіюють крізь сито із сіткою відповідного розміру. У місильну машину закладають сир кисломолочний з температурою 12-15°С, включають мішалку і вносять змішаний з ваніліном цукровий пісок або сіль.
Після часткового перемішування до суміші додають підготовлені вершкове масло, цукати, родзинки та ароматичні речовини і все знову перемішують. Середня тривалість перемішування становить 5-10 хв.
Після закінчення обробки отриману масу охолоджують на охолоджувачах або у холодильних камерах до температури не вище 2-6 °С і упаковують. При відсутності можливості охолодження сиркову масу відразу після обробки пакують при температурі 13-15°С і направляють у холодильну камеру для доохолодження до температури не вище 6 °С.
Особливістю виробництва глазурованих сирків є їх попереднє заморожування (перед глазуруванням або після нього). Сирки, виготовлені на потокових лініях без заморожування перед глазуруванням, мають прямокутну або циліндричну форму з невеликим зрізом по довжині. Їх довжина 60,2 мм, а діаметр 28-30 мм.
Зазвичай маса кожного сирка до глазурування становить 40 г, а після — 50 г.

## Вимоги якості
Смак та запах — характерний кисломолочний, в міру солодкий або солоний. З присмаком, притаманним відповідному наповнювачу. Колір — білий або білий з кремовим відтінком або зумовлений внесеним наповнювачем. Консистенція однорідна, ніжна, в міру щільна. Сиркові вироби можуть бути глазуровані або не глазуровані. Для глазурованих сирків дозволено нерівномірне покриття глазур'ю нижньої поверхні виробів і окремі тріщини глазурі. Сиркові вироби виготовляють із застосуванням або без застосування наповнювачів та харчових добавок.
Виготовлені на основі кисломолочного сиру молочні продукти, характеризуються нетривалим терміном зберігання. Це пов'язано з тим, що різні добавки, які додають або вносять в уже готову основу (кисломолочний сир), у подальшому не піддаються тепловій обробці. Тому до таких сиркових виробів для подовження термінів їхнього зберігання додають різні консерванти та стабілізатори, які гальмують розвиток технічно шкідливої мікрофлори.
Вимоги якості регулюються національним стандартом України ДСТУ 4503:2005 «Вироби сиркові. Загальні технічні умови». Проте багато виробників в Україні випускають продукцію за власними технічними умовами.

### Фальсифікація
До складу сирків можуть входити: жир, зокрема й рослинний, модифікований крохмаль, альгінат натрію, а також ароматизатори, підсилювачі смаку, пальмова олія, а також сухе молоко в якості замінника натурального. Найчастіше виробники використовують олії тропічного походження: пальмову, кокосову та замінники сухих вершків на рослинній основі і називають такий продукт молочним, замість молоковмісним. Фальсифікація продукції полягає також у використанні рослинних жирів, невідповідності за фізико-хімічними показниками — зокрема масовій частці жиру, % якої при нормі — 20 % може складати вищі рівні, при тому, включати жири невідомого походження.
Іншою небезпекою є те, що кондитерська глазур може містити трансжири, і про це не буде відомо споживачу, оскільки на етикетці не зазначено, у якому стані рослинний жир.

## Галерея

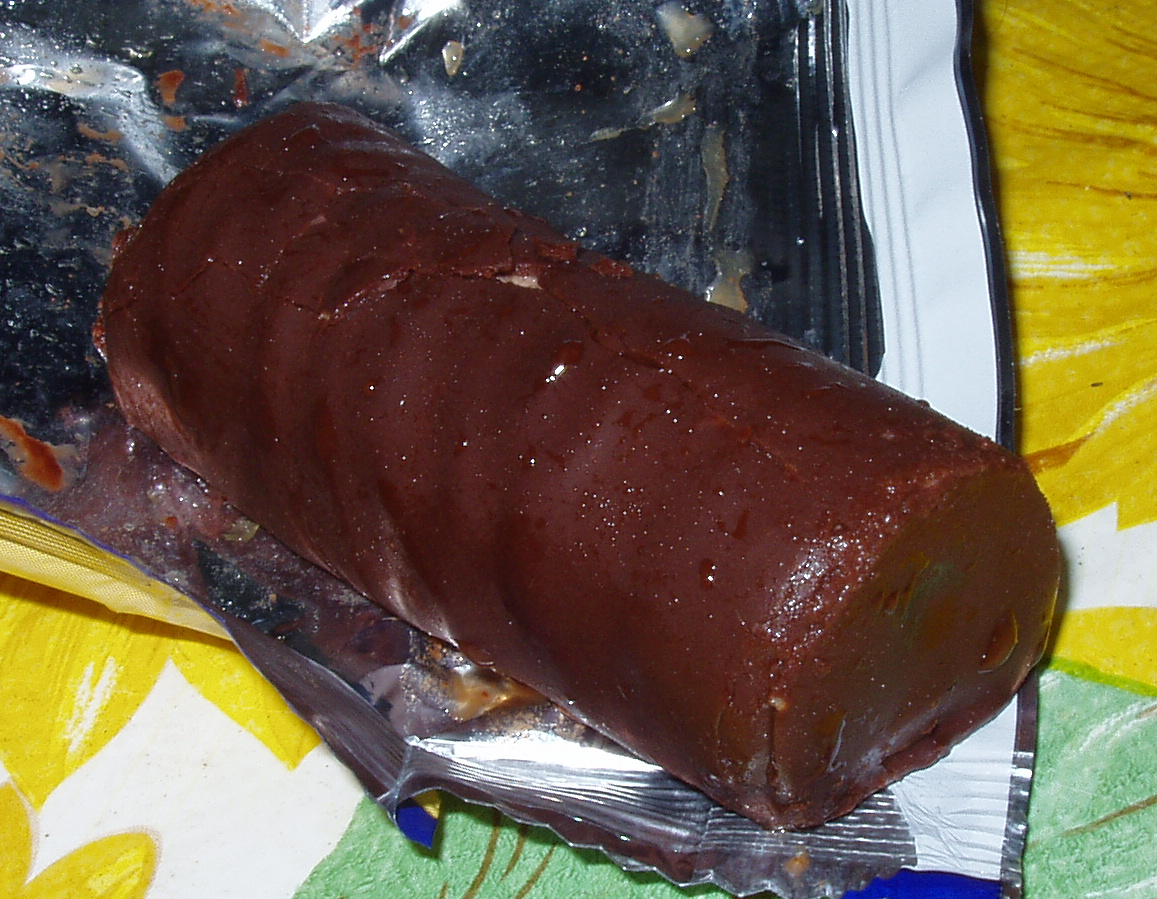
Солодкий глазурований сирок в розгорнутій упаковці
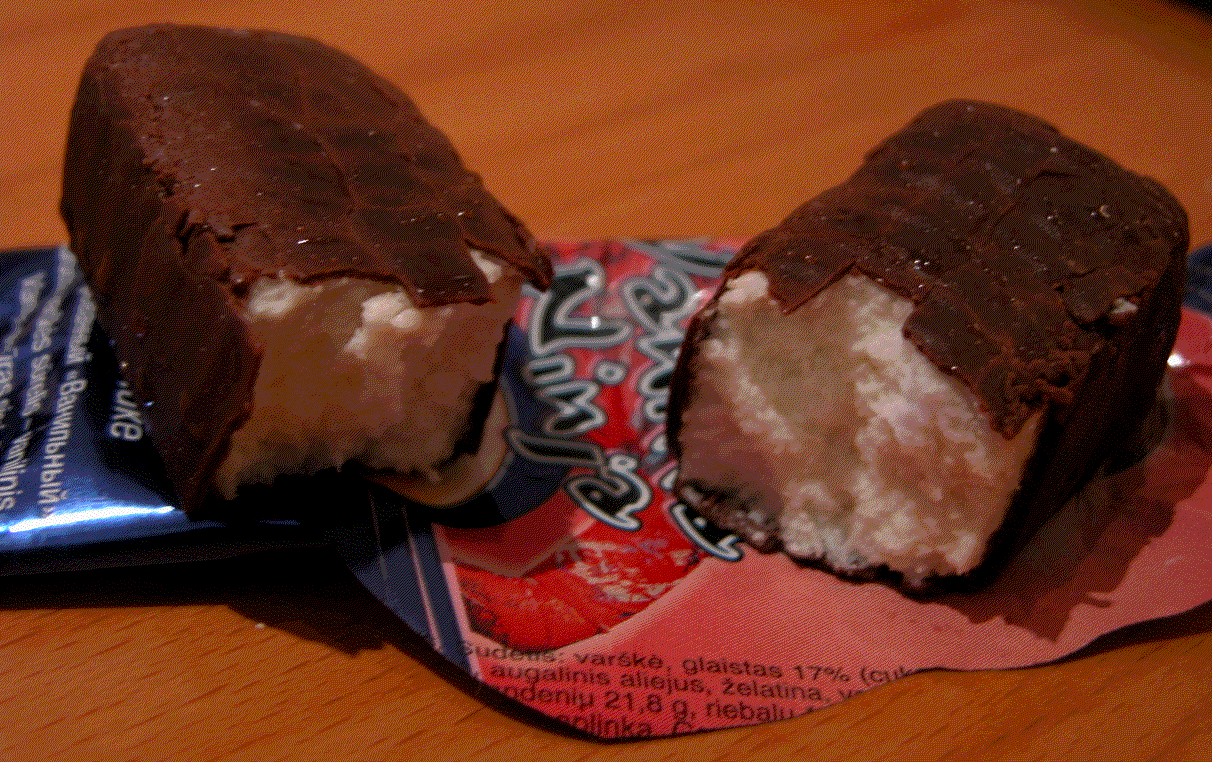
Естонський глазурований сирок розламаний навпіл
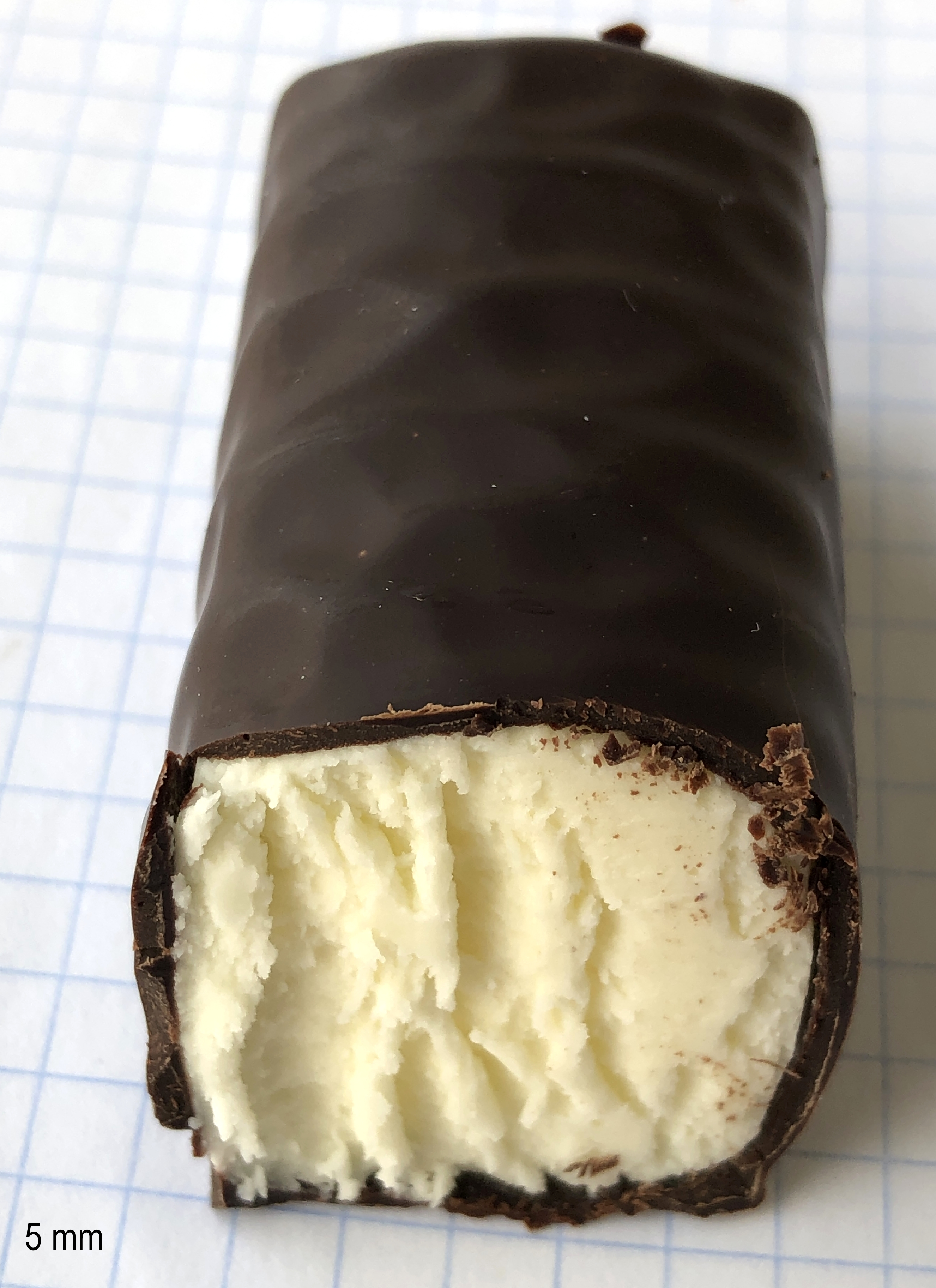
Сирок солодкий в шоколадній глазурі
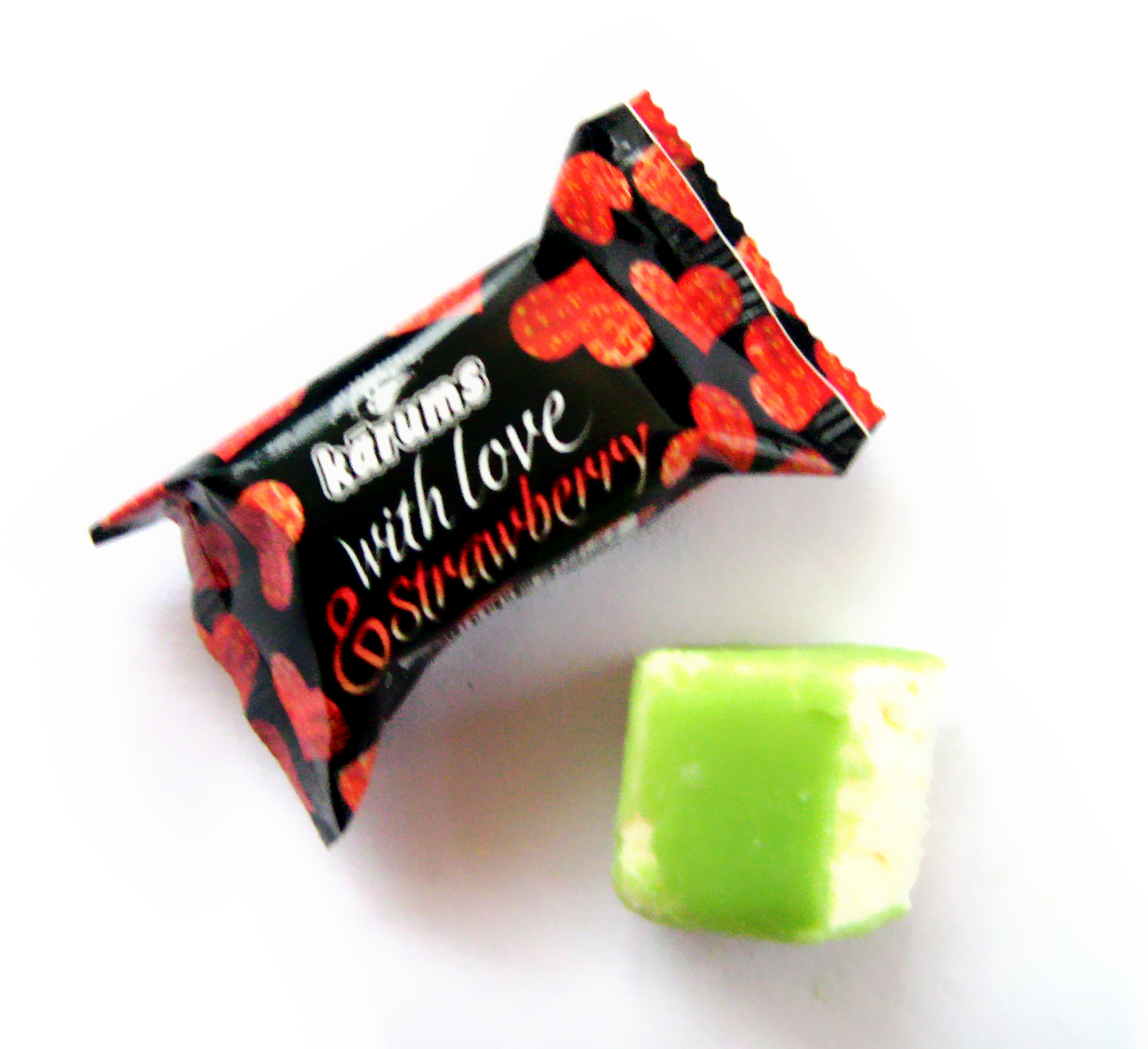
Латвійські сирки з смаком полуниці та ківі
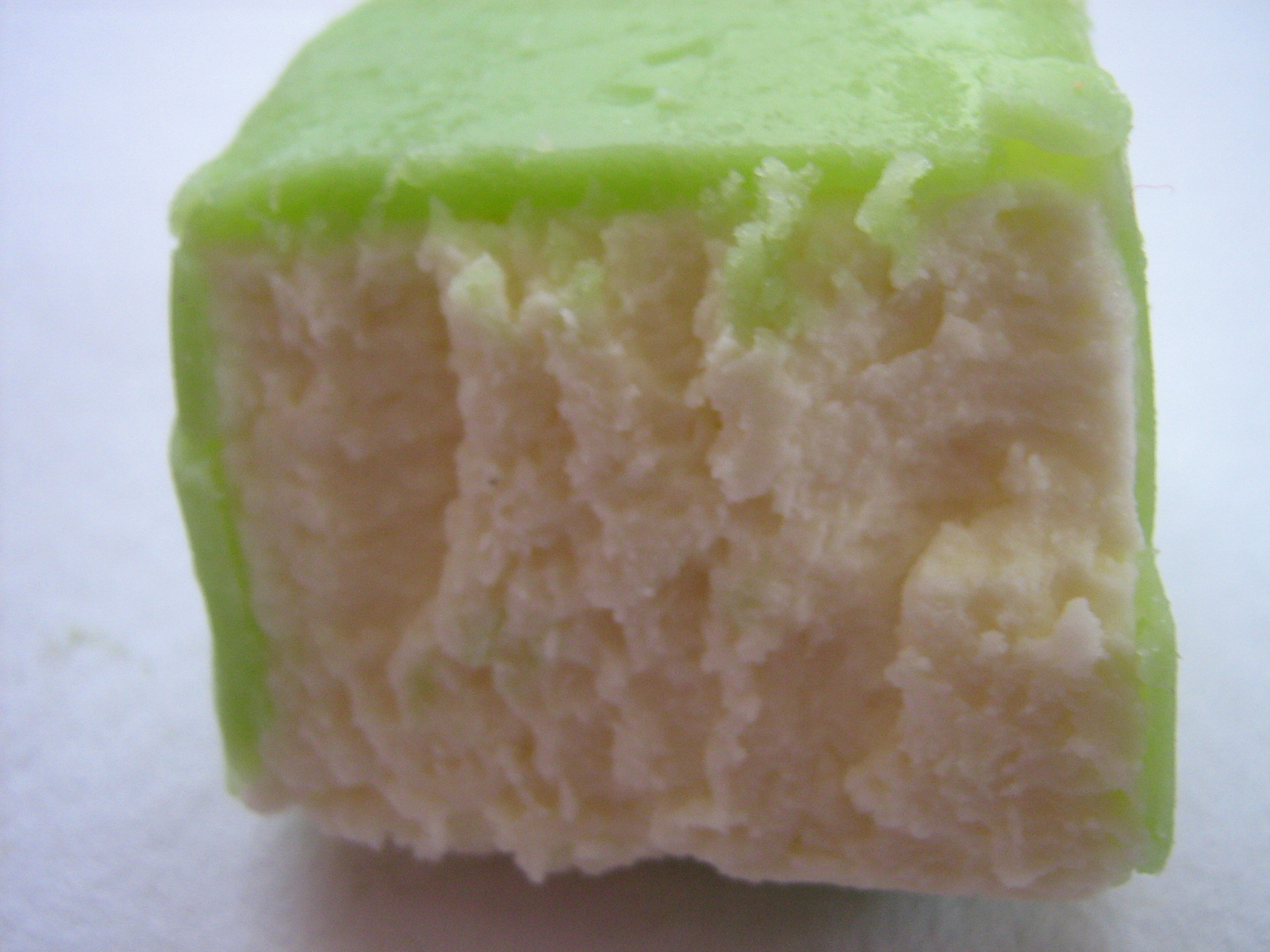
Сирок глазурований з смаком ківі
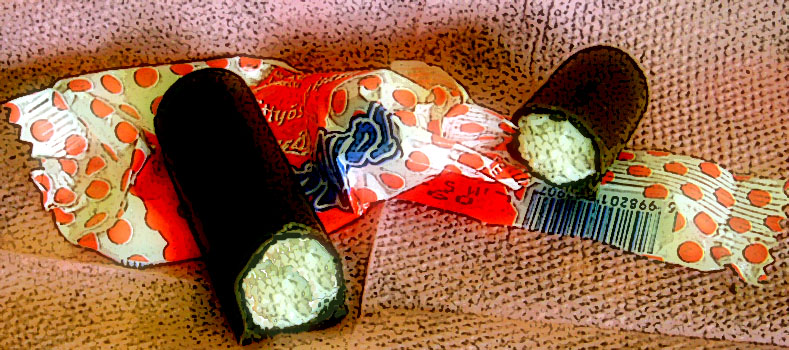
Угорський сирок (Туро Руді)
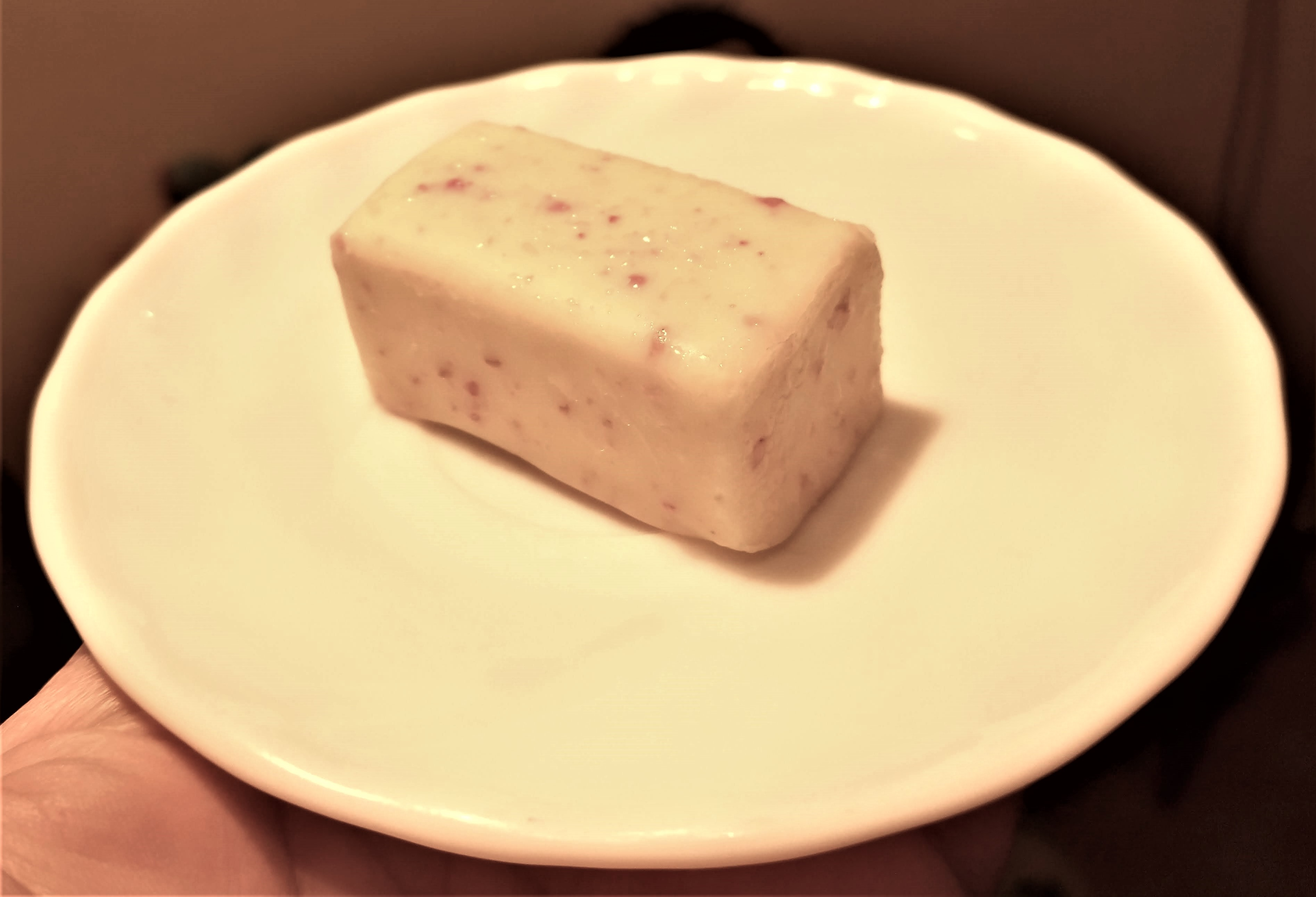
Сирковий батончик з полуницею в глазурі з білого шоколаду
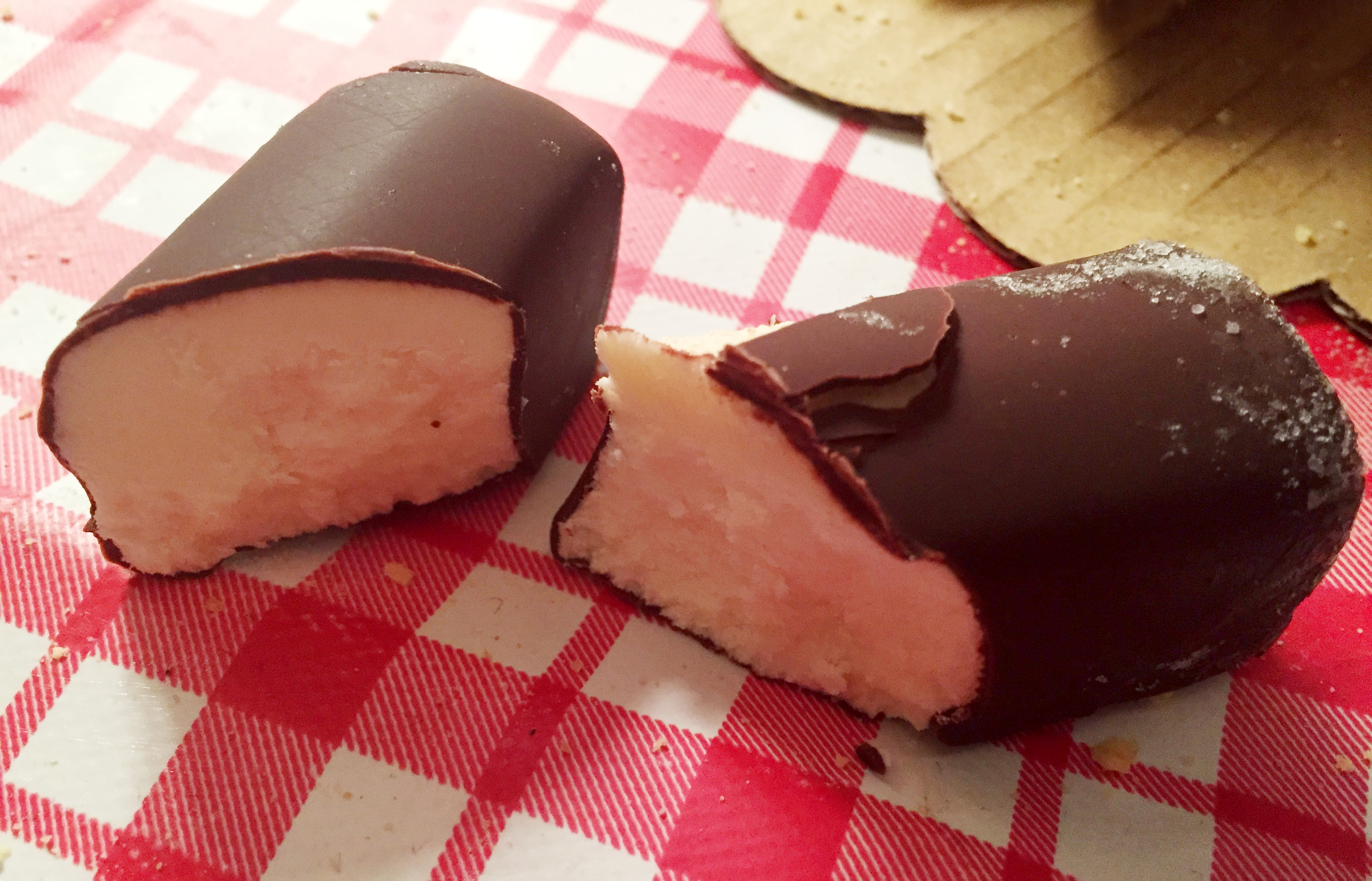
Литовський глазурований сирок (лит. Varškės sūrelis)
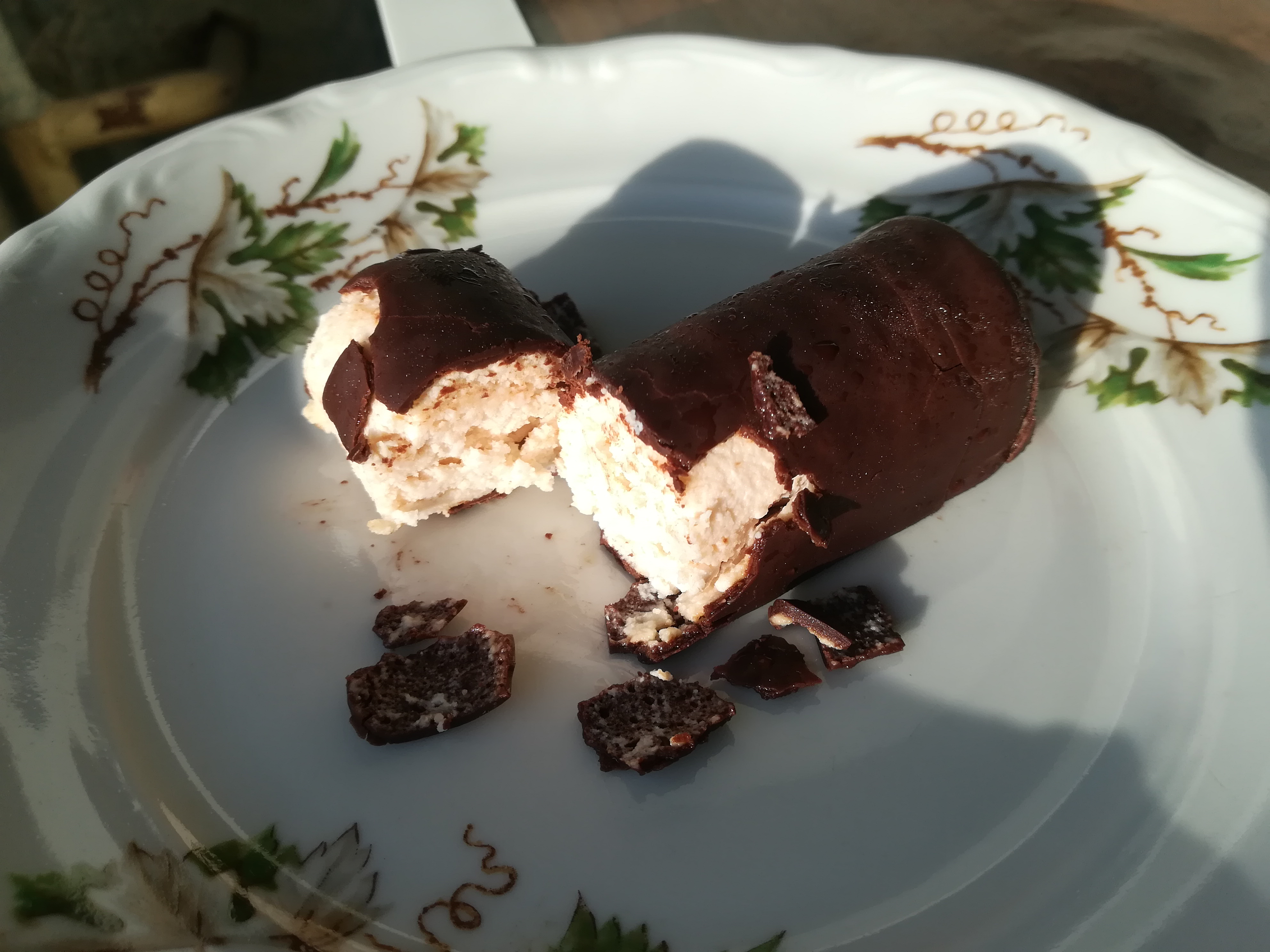
Сирковий батончик (Познань, Польща)